# Klatak
Klatak is een bestuurslaag in het regentschap Banyuwangi van de provincie Oost-Java, Indonesië. Klatak telt 14.172 inwoners (volkstelling 2010).